# 비너스 보떼
《비너스 보떼》(프랑스어: Vénus beauté (institut))는 1999년 개봉한 프랑스의 로맨틱 코미디 영화이다. 토니 마셜이 감독과 공동각본을 맡았다. 2000 세자르상 작품상·감독상·각본상·신인여우상 수상작이다.